# Jurij Maksariow
Jurij Jewgienjewicz Maksariow (ros. Юрий Евгеньевич Максарёв, ur. 28 lipca?/10 sierpnia 1903 w Port Artur (obecnie Lüshunkou), zm. 11 listopada 1982 w Moskwie) – radziecki przemysłowiec i polityk, Bohater Pracy Socjalistycznej (1943).

## Życiorys
Syn rosyjskiego oficera, 1917 ukończył korpus kadetów, pracował jako monter i telefonista, 1920 wstąpił do Armii Czerwonej, w marcu 1921 brał udział w likwidacji powstania w Kronsztadzie. Od 1921 należał do RKP(b), 1921 został zwolniony z armii, studiował w Piotrogrodzkim Instytucie Politechnicznym, przerwał studia z powodu sytuacji materialnej, pracował jako palacz na transporcie „Transbałt”, później wznowił studia i w 1930 ukończył Leningradzki Instytut Technologiczny. Pracował jako technik w leningradzkich fabrykach, od 1929 był majstrem, potem zastępcą szefa i szefem warsztatu. Był specjalistą i organizatorem przemysłu obronnego w fabryce „Krasnyj Putiłowiec”/Fabryce Kirowskiej, w latach 1938-1942 pełnił funkcję dyrektora Charkowskiej Fabryki Parowozów im. Kominternu (poprzedni jej dyrektor został aresztowany i rozstrzelany), która wkrótce stała się fabryką czołgów; produkowano tam m.in. czołgi T-34 i T-35. We wrześniu 1941 został ewakuowany za Ural, gdzie organizował przywrócenie produkcji czołgów, w lutym 1942 na kilka miesięcy zwolniony za niewykonanie planu produkcyjnego, później został głównym inżynierem, następnie (do 1946) dyrektorem Uralskiej fabryki Czołgów nr 183 im. Stalina w Niżnym Tagile; w czasie II wojny światowej fabryka wyprodukowała ok. 35 tysięcy czołgów T-34. 21 stycznia 1945 J. Maksariow otrzymał stopień generała majora służby inżynieryjno-czołgowej.
Od marca 1946 do 10 stycznia 1950 zastępca ministra budowy maszyn transportowych ZSRR, od marca 1949 do 10 stycznia 1950 zastępca przewodniczącego Biura przy Radzie Ministrów ZSRR ds. Budowy Maszyn i Statków, od 10 stycznia 1950 do 5 marca 1953 minister budowy maszyn transportowych ZSRR, od 14 października 1952 do 17 października 1961 zastępca członka KC KPZR. Od marca 1953 do 1954 zastępca ministra budowy maszyn transportowych i ciężkich ZSRR, 1954-1955 zastępca przewodniczącego Biura Rady Ministrów ZSRR ds. budowy maszyn, 1955 I zastępca ministra przemysłu stoczniowego ZSRR, od 1955 do 5 lipca 1957 I zastępca przewodniczącego Państwowego Komitetu ds. Nowej Techniki Rady Ministrów ZSRR. Od 5 lipca 1957 do 25 grudnia 1959 przewodniczący Państwowego Komitetu Naukowo-Technicznego Rady Ministrów ZSRR, od 25 grudnia 1959 do września 1961 I zastępca przewodniczącego tego komitetu, od września 1961 do sierpnia 1978 przewodniczący Komitet ds. Wynalazków i Odkryć przy Radzie Ministrów ZSRR/Rady Ministrów ZSRR, następnie na emeryturze. Deputowany do Rady Najwyższej ZSRR 2 kadencji. Pochowany na Cmentarzu Nowodziewiczym. Jego imieniem nazwano ulicę w Niżnym Tagile. Na domu w Moskwie, w którym mieszkał, umieszczono tablicę pamiątkową.

## Odznaczenia i nagrody
- Medal Sierp i Młot Bohatera Pracy Socjalistycznej (20 stycznia 1943)[1]
- Order Lenina (siedmiokrotnie - 1941, 1942, 1943, 1944, 1945, 1951 i 1954)
- Order Rewolucji Październikowej (1977)
- Order Suworowa I klasy (1945)
- Order Kutuzowa II klasy (1945)
- Order Czerwonego Sztandaru Pracy (dwukrotnie - 1945 i 1966)
- Nagroda Stalinowska (1946)

I medale.